# گونگ لومینگ
گونگ لومینگ (انگلیسی: Gong Luming؛ زادهٔ ۲۹ اوت ۱۹۵۷) بازیکن سابق و مربی بسکتبال اهل چین است. وی در بازی‌های المپیک تابستانی ۱۹۸۸ شرکت کرده‌است.